# Gitanopsis inermis
Gitanopsis inermis är en kräftdjursart som först beskrevs av Georg Ossian Sars 1882.  Gitanopsis inermis ingår i släktet Gitanopsis och familjen Amphilochidae. Arten har ej påträffats i Sverige. Inga underarter finns listade i Catalogue of Life.